# Cerigotto
Cerigotto (AFI: /t͡ʃeriˈɡɔtto/) o Anticitera (AFI: /antit͡ʃiˈtɛra/; in greco Αντικύθηρα?, Antikýthira, AFI: [andiˈciθiɾa]) è una piccola isola greca del mar Ionio compresa nell'arcipelago delle Isole Ionie e situata a sud del Peloponneso tra Creta e Cerigo.
Nota soprattutto per diversi reperti di età classica rinvenuti presso il cosiddetto relitto di Anticitera (tra cui la macchina e l'efebo), l'isola è amministrata dal comune di Cerigo in seguito alla riforma del Programma Callicrate.

## Origini del nome
Il toponimo originale Anticitera (in greco antico: Ἀντικύθηρα?, Antikýthira) è composto dal prefisso "anti", che indica un oggetto posto "prima" o "di fronte" rispetto ad un altro, e "Citera", volto a simboleggiare la posizione geografica dell'isola di fronte alla più grande isola di Citera (o Cerigo). In italiano è diffuso anche il toponimo di Cerigotto, diminutivo di Cerigo, affermatosi durante il dominio veneziano.

## Storia

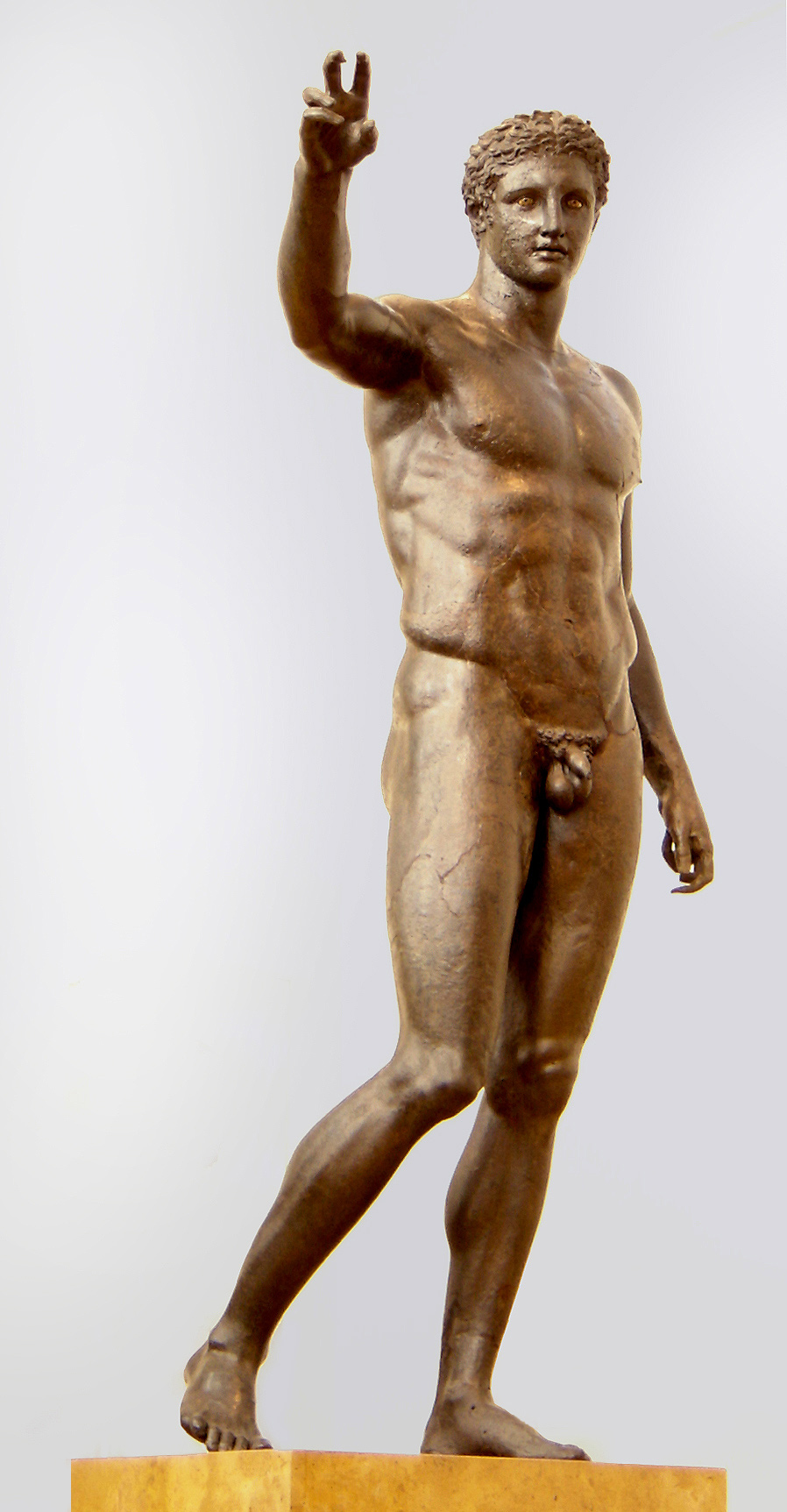
L'Efebo di Anticitera; bronzo c. 340–330 a.C., Museo archeologico nazionale di Atene.

Le prime tracce relative alla presenza di abitanti sull'isola risalgono al V - IV millennio a.C., quando cioè una serie di cacciatori stagionali si portavano qui dall'entroterra a cacciare uccelli migratori. La popolazione dell'isola fu soggetta anche alla presenza di insediamenti, periodicamente occupati e abbandonati, incluso un periodo di significativa influenza della cultura cretese durante l'età del bronzo.
Tra IV e I secolo a.C., l'isola venne usata come base per un gruppo di pirati ciliciani sino alla loro distruzione da parte di Pompeo. I resti del loro forte si possono ancora oggi vedere su un promontorio roccioso a nordest dell'isola.
L'isola è divenuta celebre per essere il luogo del rinvenimento del cosiddetto relitto di Anticitera, il relitto di un'antica nave, scoperta dai cercatori di spugne, il cui carico ha restituito vari reperti archeologici, tra cui l'Efebo di Anticitera, la testa di filosofo e la cosiddetta macchina di Anticitera, il più antico calcolatore meccanico conosciuto.
Divenuta possedimento della Repubblica di Venezia, l'isola, seppur sempre sotto l'alto dominio della Serenissima, costituì una signoria feudale autonoma della nobile famiglia Viaro dal 1207 al 1655 e successivamente passò per via ereditaria alle nobili famiglie Giustinian e Foscarini fino alla caduta della Repubblica di Venezia nel 1797.
Divenuta un protettorato inglese dal 1815, l'isola divenne parte degli Stati Uniti delle Isole Ionie. L'isola venne ceduta infine alla Grecia sulla base del Trattato di Londra del 1864. Dal 1864 al 1912, Anticitera era il punto più a sud del regno di Grecia, dal momento che l'isola di Creta era parte allora dell’Impero ottomano.
Nel 2018 è stata lanciata la proposta da parte della Chiesa greco-ortodossa e il Comune dell'isola, di far ripopolare l'isola. I requisiti sono i seguenti: nucleo familiare composto da cinque persone (padre, madre e tre figli); residenza sull'isola. Per chi decidesse di andare ad abitare nell'isola sarebbe assicurato un assegno mensile di 500 euro per tre anni. Questa iniziativa è stata proposta e accettata dal Governo greco per far fronte allo spopolamento degli abitanti dell'isola, che oggi conta 24 abitanti.
Le richieste per abitare nell'isola oggi sono arrivate a 15 e una è stata accettata. Tuttavia, successivamente il Comune di Kithira, che controlla l'isola, ha spiegato che il progetto non è inteso ad attrarre una colonizzazione di massa («non verranno sovvenzionati nuovi residenti» e «non sarà consegnato alcun terreno»), ma inizialmente a favorire la costruzione di cinque nuove unità abitative, per le quali la concessione delle autorizzazioni potrebbe richiedere pure anni.